# Las Agüeras
Las Agüeras es una parroquia del Concejo Asturiano de Quirós (España), y un lugar de dicha parroquia. Su templo parroquial está dedicado a San Vicente. 
La parroquia alberga una población de 172 habitantes y ocupa una extensión de 15,89 km².

## Poblaciones
Según el nomenclátor de 2008, la parroquia está formada por los lugares de:
- Aciera: 36 habitantes
- Las Agüeras: 62 habitantes
- Cortina: 6 habitantes
- El Llano: 5 habitantes
- Perueño: 8 habitantes
- Tene: 38 habitantes
- Villaorille: 17 habitantes